# Pedro María Freites
Pedro María Freites é um município da Venezuela localizado no estado de Anzoátegui.
A capital do município é a cidade de Cantaura.